# 伊万·蒲宁

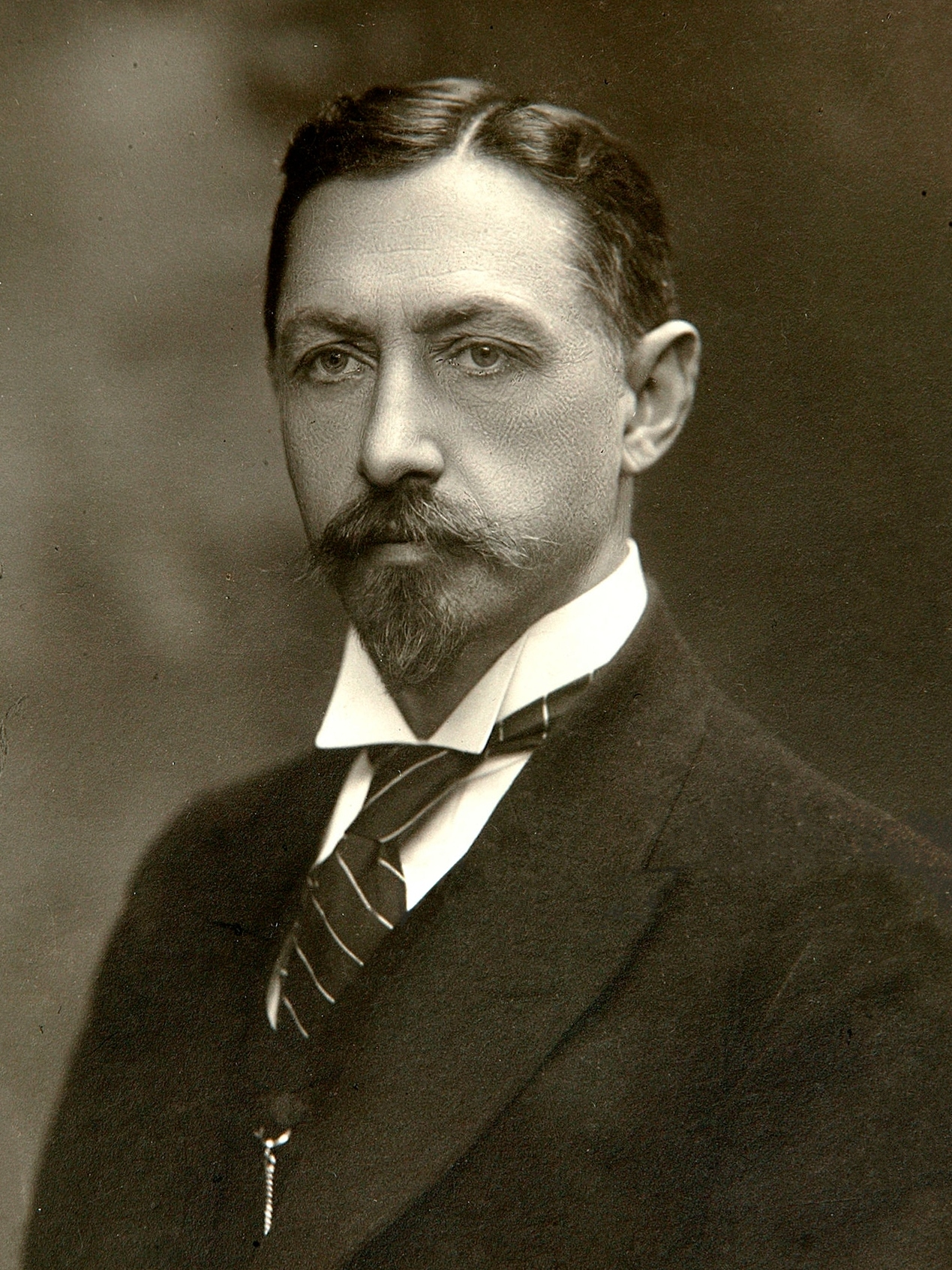
伊万·蒲寧

伊万·阿列克谢耶维奇·蒲寧（1870年10月22日—1953年11月8日）是俄國作家，1933年諾貝爾文學獎得主。
出身於沃羅涅日市沒落的貴族家庭，父親阿歷克謝·尼古拉耶維奇·蒲寧是個敗家子，貪杯濫賭，將財產揮霍一空，母亲柳德米拉·亚历山德罗夫娜常難過落淚，後來全家被迫遷居到祖父的布蒂尔基田莊，后寄居外祖母的奧勒爾省庄园，蒲寧的童年在寧靜的鄉村生活度過。1881年蒲寧在葉列茨縣貴族男中讀書，但中途輟學。由於家庭的經濟狀況每況愈下，蒲寧很早就開始在外工作，他當過校對員、統計員、圖書管理員、記者。他在《奥廖尔导报》社时認識一位名叫瓦里娅·帕先科的女孩，相恋两年，最後因女方家長的反對而分手，蒲寧在心灵造成不小的创伤，他的小說大多是悲劇結局。
他曾受教於列夫·托爾斯泰、契訶夫、高尔基等作家，並為高爾基的“知識出版社”撰過稿。1887年開始發表文學著作。1892年出版第一個詩集，1897年出版第一部短篇小說，1901年發表詩集《落葉》，以祖國及其貧窮的村莊和遼闊的森林為題材，獲普希金獎。1920年十月革命後流亡法國。寫有近200篇短篇小說。主要作品有詩集《落葉》，短篇小說《三個盧布》、《中暑》、《安東諾夫的蘋果》、《松樹》、《烏鴉》、《新路》、《巴黎》，中篇小說《鄉村》等。1933年以《米佳的愛情》(Mitya's Love)獲諾貝爾文學獎。诺贝尔奖獲獎原因：“由於他嚴謹的藝術才能，使俄羅斯古典傳統在散文中得以繼承”。

## 作品的中譯
- 1921年9月，上海商务印书馆发行的《小说月报》第十二卷号外《俄国文学研究》，其中刊发了蒲宁的短篇小说《旧金山来的绅士》，译者是沈泽民。
- 伊万‧布甯等人/著，《伊達》，上海：文化生活，1948年。
- 一九七九年第三期《外国文艺》戴骢翻译的蒲宁中后期的六篇短篇小说代表作。
- 諾貝爾文學獎全集編譯委員會/編譯，《高斯華綏(1932)/布寧(1933(》，台北市：九華文化 1980年。
- 上海译文出版社的外国文艺丛书系列中的《蒲宁短篇小说集》，戴骢翻译。
- 北京外国文学出版社1981年出版了陈馥翻译的《布宁中短篇小说选》
- 王兆徽/譯，《鄉村》，台北市：遠景，1987年第6版。
- 1991年，漓江出版社“获诺贝尔文学奖作家丛书”系列中蒲宁的一个集子《米佳的爱情》.包括了蒲宁的一百五十余首诗作及十一篇小说。
- 趙洵/譯，《蒲寧抒情詩選》，成都市：四川文藝，1992年。
- 多人譯，《莉卡》，北京市：人民文學，1995年。
- 馮玉律/譯，《耶利哥的玫瑰》，台北市：小知堂，2001年。
- 2001年，上海文艺出版了蒲宁的游记随笔选集《耶利哥的玫瑰》，译者为冯玉律。
- 2002年，东方出版社出版了《蒲宁回忆录》，李辉凡译，根据莫斯科作家出版社1990年出版的《该死的日子》一书译出的。俄文原书由日记（1917－1918年日记“该死的日子”）、回忆录、文章三部分组成。“该死的日子”这一部分因为言词过于激烈、露骨地诅咒二月革命后的俄国社会，中译本没有收入，并且在收入的有些文章中体现蒲宁对十月革命和苏维埃政权极端敌视态度的个别词句也进行了删除。
- 戴骢/译，《蒲宁文集》(全五册)，合肥市：安徽文艺，2005年。
- 楊鎔光、韓馥竹/譯，《阿爾謝尼耶夫的一生》，北京：作家出版社，2006年。
- 鄢定嘉/譯，《幽暗的林蔭道：愛情、幸福的閃光》，台北市：遠流，2006年。
- 冯玉律、冯春/译，《幽暗的林荫小径》，上海：上海译文，2007年。
- 靳戈/译，《阿尔谢尼耶夫的一生》，浙江：浙江文艺出版社，2018年。
- 李辉凡、李丝雨/译，《蒲宁回忆录》，云南：云南人民出版社，2024年。相较于2002年版，补译了“该死的日子”，使全书成为完整、翔实的版本。